# Steremnia umbracina
Steremnia umbracina är en fjärilsart som beskrevs av Butler 1873. Steremnia umbracina ingår i släktet Steremnia och familjen praktfjärilar. Inga underarter finns listade i Catalogue of Life.